# Matthias Ssekamaanya
Matthias Ssekamaanya (* 15. Oktober 1936 in Kasolo) ist ein ugandischer Geistlicher und emeritierter Bischof von Lugazi.

## Leben
Matthias Ssekamaanya empfing am 19. Dezember 1965 die Priesterweihe für das Erzbistum Kampala.
Papst Johannes Paul II. ernannte ihn am 9. März 1985 zum Weihbischof in Kampala und Titularbischof von Iziriana. Der Erzbischof von Kampala, Emmanuel Kiwanuka Kardinal Nsubuga, spendete ihm am 2. Juni desselben Jahres die Bischofsweihe; Mitkonsekratoren waren Barnabas R. Halem 'Imana, Bischof von Kabale, und Paul Lokiru Kalanda, Bischof von Moroto.
Am 30. November 1996 wurde er zum ersten Bischof von Lugazi ernannt.
Papst Franziskus nahm am 4. November 2014 seinen altersbedingten Rücktritt an.